# باشگاه ورزشی آمنوکگانگ
باشگاه ورزشی آمنوکگانگ (انگلیسی: Amnokgang Sports Club) یا باشگاه آمروکگانگ یک باشگاه ورزشی در شهر پیونگ‌یانگ، کره شمالی است.